# 박운서
박운서(朴雲緖, 1939년 ~ 2019년 7월 24일)는 제10대 대한민국 공업진흥청장이다.
1994년 2월 24일 ~ 1994년 5월 23일까지 제10대 대한민국 공업진흥청장으로 재직하였다.